# Jaime de Aragón (1296-1334)

Cruz de la Orden de Montesa, a la que perteneció el infante Jaime de Aragón y Anjou en la última etapa de su vida, después de su renuncia al trono.

Jaime de Aragón y Anjou (29 de septiembre de 1296-Tarragona,1334) Infante y heredero de la Corona de Aragón.

## Orígenes familiares
Era el hijo primogénito del rey Jaime II de Aragón y de su segunda esposa Blanca de Anjou, nieto por parte paterna de Pedro III de Aragón y de su esposa, Constanza II de Sicilia y por el lado materno de Carlos II de Nápoles y de su esposa María de Hungría.

## Biografía

### Heredero de la Corona
Numerosos historiadores han hecho hincapié en las supuestas debilidades mentales del infante  Jaime, así como de sus cambios de humor, su depravación, su homosexualidad, cualidades todas unidas a una extrema religiosidad y deseos temporales de volver a ocupar el puesto que le correspondía como heredero de la corona a la que renunció por el deseo de ingresar en un monasterio. Es evidente, pues, que poseía una personalidad excesivamente compleja. Al principio las cosas parecían ir bien para el heredero, ya que en 1313 su padre se muestra orgulloso de su hijo por su excelente desempeño de la Procuraduría General de la Corona de Aragón. El cargo era el más importante después del de rey y el procurador debía administrar justicia en nombre de éste. Ya en 1318 se produjo un incidente curioso en la corte barcelonesa, cuando Jaime II encontró en los aposentos de su hijo un hábito de monje, con el consiguiente disgusto por parte del descubridor.

### Vida religiosa
Renunció a la corona para poder retirarse a un monasterio, huyendo de sus propios esponsales celebrados en Gandesa el 5 de octubre de 1319 con Leonor de Castilla, quien hubo de regresar a Castilla y, años más tarde, contrajo matrimonio con el hermano del infante, el rey Alfonso IV de Aragón. El infante Jaime renunció a sus derechos de primogénito y a su derecho al trono a la muerte de su padre en el Convento de San Francisco de Tarragona, el 22 de diciembre de 1319. Al mismo tiempo, tomó el hábito de la Orden de San Juan de Jerusalén en el convento de los dominicos de esa misma ciudad, con el propósito de llevar una vida devota. Sin embargo, el 20 de mayo de 1320 renunció al hábito sanjuanista e ingresó en la recién creada Orden de Montesa, que se había establecido con los bienes de los desaparecidos templarios.
La última noticia documentada de su vida ocurrió cuando el 30 de abril de 1334 estuvo presente en la promulgación de unas constituciones capitulares. 
Murió en Tarragona en julio de 1334.

## Sepultura
En un primer momento fue sepultado en la Catedral de Tarragona, pero su tumba en esa catedral nunca ha sido hallada. No obstante, ciertas fuentes documentales demuestran que posteriormente sus restos fueron trasladados al desaparecido Convento de San Francisco de Barcelona. En el siglo XIX el monasterio fue demolido y las tumbas reales profanadas por las milicias. Los restos de las personas reales fueron introducidos en sacos y llevados a la Catedral de Barcelona en 1835, donde en 1852 la reina Isabel II dispuso que fueran colocados en un sepulcro en el claustro de la Catedral, aportando dinero para llevar a cabo el proyecto. Ya en el presente siglo, los restos reales fueron trasladados al interior de la Catedral. Si los restos del Infante Jaime fueron recogidos y depositados en los sacos junto al resto de los cadáveres reales, como el rey Alfonso III de Aragón, no hay duda de que hoy día estarán en la Catedral de Barcelona. No obstante, en numerosas fuentes no se menciona que los restos del hijo primogénito de Jaime II de Aragón estuvieran entre los que fueron llevados a la Catedral de Barcelona. 
No obstante todo lo anterior, en la Catedral de Tarragona aún se da por sepultado allí al infante Jaime, y se asegura que jamás fue trasladado desde que fue sepultado.